# Руководство Грузинской ССР
Руководство Грузинской Советской Социалистической Республики — органы государственного управления осуществлявшие управление на территории советской республики, ниже представлены государственные и партийные деятели которые их возглавляли.
Высшее руководство в Грузинской Советской Социалистической Республики (Грузинская ССР, ГССР) с момента установления Советской власти в 1921 году до первых многопартийных выборов в октябре 1990 года осуществляло  Правительство Республики и Коммунистическая партия Грузии (в составе КПСС). Высшим органом Компартии Грузии был Центральный Комитет (ЦК), и Первый секретарь ЦК КП Грузии был фактическим руководителем республики в 1921 — 1990 годах.
Высшим законодательным органом Грузинской ССР в 1921 — 1938 годах был Съезд Советов, а в 1938 — 1992 годах — однопалатный Верховный Совет, депутаты которого (кроме выборов 1990 года), после обязательного одобрения руководством Компартии Грузии, избирались на безальтернативной основе на 4 года (с 1979 года — на 5 лет). Верховный Совет не был постоянно действующим органом, его депутаты собирались на сессии продолжительностью в несколько дней 2 — 3 раза в год. Для ведения повседневной административной работы Верховный Совет избирал постоянно действующий Президиум, номинально выполнявший функции коллективного главы республики.
В ноябре 1989 года Первый секретарь ЦК Компартии был избран также Председателем Президиума Верховного совета Грузинской ССР с целью создания условий для плавного перехода руководства от партийных структур к парламентским. Однако на многопартийных парламентских выборах в октябре 1990 года победу одержал оппозиционный блок Круглый стол—Свободная Грузия, после чего власть Компартии в Грузии закончилась. 14 ноября 1990 года Грузинская ССР была переименована в Республику Грузия, 9 апреля 1991 года Верховный совет принял Акт о восстановлении государственной независимости Грузии. В декабре 1991 года, с подписанием Беловежского соглашения о роспуске СССР, Грузия была признана как независимое государство.

## Лидеры Грузинской ССР
| Портрет | Имя                               | Начало правления | Окончание правления | Должность                                                                                |
| ------- | --------------------------------- | ---------------- | ------------------- | ---------------------------------------------------------------------------------------- |
|         | Иван Дмитриевич Орахелашвили      | май 1920         | апрель 1922         | Ответственный секретарь ЦК КП(б) Грузии                                                  |
|         | Михаил Степанович Окуджава        | апрель 1922      | октябрь 1922        | Ответственный секретарь ЦК КП(б) Грузии                                                  |
|         | Виссарион Виссарионович Ломинадзе | октябрь 1922     | 1924                | Ответственный секретарь ЦК КП(б) Грузии                                                  |
|         | Михаил Иванович Кахиани           | 1924             | 20 ноября 1927      | Ответственный секретарь ЦК КП(б) Грузии                                                  |
|         | Михаил Иванович Кахиани           | 20 ноября 1927   | 6 мая 1930          | Первый секретарь ЦК КП(б) Грузии                                                         |
|         | Леван Давидович Гогоберидзе       | 6 мая 1930       | 20 ноября 1930      | Первый секретарь ЦК КП(б) Грузии                                                         |
|         | Самсон Андреевич Мамулия          | 20 ноября 1930   | 13 октября 1931     | Первый секретарь ЦК КП(б) Грузии                                                         |
|         | Лаврентий Иосифович Картвелишвили | 13 октября 1931  | 14 ноября 1931      | Первый секретарь ЦК КП(б) Грузии                                                         |
|         | Лаврентий Павлович Берия          | 14 ноября 1931   | 31 августа 1938     | Первый секретарь ЦК КП(б) Грузии                                                         |
|         | Кандид Несторович Чарквиани       | 31 августа 1938  | 27 марта 1952       | Первый секретарь ЦК КП(б) Грузии                                                         |
|         | Акакий Иванович Мгеладзе          | 29 марта 1952    | 14 апреля 1953      | Первый секретарь ЦК КП Грузии                                                            |
|         | Александр Иорданович Мирцхулава   | 14 апреля 1953   | 4 сентября 1953     | Первый секретарь ЦК КП Грузии                                                            |
|         | Василий Павлович Мжаванадзе       | 4 сентября 1953  | 28 сентября 1972    | Первый секретарь ЦК КП Грузии                                                            |
|         | Эдуард Амвросиевич Шеварднадзе    | 28 сентября 1972 | 2 июля 1985         | Первый секретарь ЦК КП Грузии                                                            |
|         | Джумбер Ильич Патиашвили          | 6 июля 1985      | 14 апреля 1989      | Первый секретарь ЦК КП Грузии                                                            |
|         | Гиви Григорьевич Гумбаридзе       | 14 апреля 1989   | 17 ноября 1989      | Первый секретарь ЦК КП Грузии                                                            |
|         | Гиви Григорьевич Гумбаридзе       | 17 ноября 1989   | 14 ноября 1990      | Первый секретарь ЦК КП Грузии — Председатель Президиума Верховного Совета Грузинской ССР |
|         | Звиад Константинович Гамсахурдия  | 14 ноября 1990   | 14 апреля 1991      | Председатель Верховного Совета Республики Грузия                                         |
|         | Звиад Константинович Гамсахурдия  | 14 апреля 1991   | 6 января 1992       | Президент Республики Грузия                                                              |

## Председатели Президиума ЦИК Грузинской ССР
- Филипп Иесеевич Махарадзе (февраль 1922 — 1923)
- Миха Цхакая (1923 — 1930)
- Филипп Иесеевич Махарадзе (1931 — 1937)

## Председатели Президиума Верховного Совета Грузинской ССР
- Филипп Иесеевич Махарадзе (10 июля 1938 — 10 декабря 1941)
- Георгий Фёдорович Стуруа (3 января 1942 — 26 марта 1948)
- Василий Барнабович Гогуа (26 марта 1948 — 6 апреля 1952)
- Захарий Николаевич Чхубианишвили (6 апреля 1952 — 15 апреля 1953)
- Владимир Гедеванович Цховребашвили (15 апреля 1953 — 29 октября 1953)
- Мирон Дмитриевич Чубинидзе (29 октября 1953 — 17 апреля 1959)
- Георгий Самсонович Дзоценидзе (18 апреля 1959 — 26 января 1976)
- Павел Георгиевич Гилашвили (26 января 1976 — 29 марта 1989)
- Отар Евтихиевич Черкезия (29 марта 1989 — 17 ноября 1989)
- Гиви Григорьевич Гумбаридзе (17 ноября 1989 — 14 ноября 1990)

## Председатели Верховного Совета Грузинской ССР 1990 — 1991 гг.
До ноября 1990 года Председатель Верховного Совета исполнял исключительно обязанности спикера на заседаниях. 14 ноября 1990 года должность Председателя Президиума Верховного Совета была упразднена, а его функции переданы Председателю Верховного совета, что сделало его высшим должностным лицом республики. Однако 14 апреля 1991 года был введён пост Президента Грузии, после чего функции Председателя Верховного совета вновь ограничились обязанностями спикера.
- Звиад Константинович Гамсахурдия (14 ноября 1990 — 14 апреля 1991)
- Акакий Торникович Асатиани (18 апреля 1991 — 6 января 1992)

## Председатели Совета министров Грузинской ССР
- Председатели Совнаркома Грузинской ССР
- Председатели Совета министров Грузинской ССР